# Parco delle gole della Breggia
Il parco delle Gole della Breggia è un'area naturale protetta svizzera, situata all'estremo sud del Ticino. Dal 1986 è gestita dalla Fondazione Parco delle Gole della Breggia.
Il parco è nato allo scopo di salvaguardare i diversi elementi geologici presenti, così come quelli naturali e culturali.
Il parco è stato dichiarato area naturale protetta nel 1998 dal Governo e dal Parlamento dei Ticinesi. Le gole della Breggia sono riportate nell'Inventario federale dei paesaggi, siti e monumenti naturali d’importanza nazionale (IFP Inventario federale dei paesaggi 1803) e nell'Inventario dei geotopi di importanza nazionale.

## Territorio

### Dimensioni
Il parco si estende su una superficie di 1,5 km², con 65 ettari di superficie protetta, lungo il torrente Breggia (chiamato “il Breggia” nel nord Italia e “la Breggia” in Ticino), sul territorio di Balerna, Castel San Pietro, Morbio Inferiore e Morbio Superiore.
L'altitudine minima è di 275 m/sm, mentre quella massima di 440m/sm.
La lunghezza dei sentieri in totale è di 12 km.

### Tipo di terreno
La zona si estende sulle Alpi calcaree meridionali, in prevalenza su superficie boschiva. Il suolo è prevalentemente umido, alternato ad alcune zone xerofile (secche).
Il fiume Breggia, con la sua attività di erosione, ha portato alla luce un'interessante stratigrafia: gli strati rocciosi esposti hanno una storia di almeno 80 milioni di anni, dal Giurassico al Terziario.

### Clima
Il parco è caratterizzato da una combinazione di diverse condizioni atmosferiche, date dall'influenza di due distinti territori: la Pianura Padana, a sud e la superficie delle alpi, a nord. Si può notare una variazione del clima: da brumoso nelle grandi pianure, a sereno quando ci si trova nei boschi, fino ad arrivare a quello refrigerante, tipico delle vette alpine.
I controlli strumentali del clima e del microclima al Mulino del Ghitello e al ponte del Farügin sono effettuati solo dall'anno 2000, mentre a Stabio è in attività dal 1982 una stazione meteorologica.
| Dati meteo          | Mesi | Mesi | Mesi | Mesi | Mesi | Mesi | Mesi | Mesi | Mesi | Mesi | Mesi | Mesi | Stagioni | Stagioni | Stagioni | Stagioni | Anno  |
| Dati meteo          | Gen  | Feb  | Mar  | Apr  | Mag  | Giu  | Lug  | Ago  | Set  | Ott  | Nov  | Dic  | Inv      | Pri      | Est      | Aut      | Anno  |
| ------------------- | ---- | ---- | ---- | ---- | ---- | ---- | ---- | ---- | ---- | ---- | ---- | ---- | -------- | -------- | -------- | -------- | ----- |
| T. max. media (°C)  | 7    | 8    | 13   | 16   | 20   | 24   | 27   | 27   | 22   | 17   | 11   | 8    | 7,7      | 16,3     | 26       | 16,7     | 16,7  |
| T. media (°C)       | 1    | 2    | 7    | 10   | 15   | 18   | 21   | 20   | 16   | 11   | 5    | 2    | 1,7      | 10,7     | 19,7     | 10,7     | 10,7  |
| T. min. media (°C)  | −4   | −3   | 0    | 4    | 9    | 12   | 15   | 14   | 10   | 6    | 1    | −3   | −3,3     | 4,3      | 13,7     | 5,7      | 5,1   |
| Precipitazioni (mm) | 104  | 82   | 113  | 154  | 190  | 165  | 121  | 158  | 174  | 176  | 114  | 81   | 267      | 457      | 444      | 464      | 1 632 |
| Giorni di pioggia   | 7    | 6    | 7    | 10   | 13   | 10   | 8    | 9    | 8    | 9    | 7    | 6    | 19       | 30       | 27       | 24       | 100   |

### Aspetti geologici
Il fiume Breggia, attraverso l'attività erosiva, ha portato alla luce una ricca fonte di riferimenti storici: rocce plasmate sul fondo dell'oceano Tetide, dal Giurassico al Cretaceo, con una storia di 100 milioni di anni.

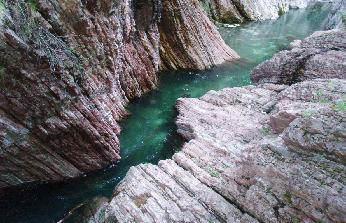
Il fiume Breggia scorre lungo l'Ammonitico Rosso

Lista di rocce e calcari presenti nel parco:
- calcare selcifero lombardo (Moltrasio)
- calcari a cefalopodi
- ammonitico rosso
- calcari marnosi, marne e calcilutiti
- radiolariti, calcari ad aptici
- biancone
- scaglia (rossa, bianca, variegata)
- flysch
- conglomerato di Pontegana
- depositi del quaternario

## Flora
Le specie vegetali censite sono 542, appartenenti a 100 famiglie. Ben 88 specie appartengono alla Lista Rossa delle piante minacciate.

### Specie floristiche
Il parco vanta una grande vastità di specie floristiche. È incluso nella zona di rilevamento n.857 della Cartografia della Flora della Svizzera.

La superficie di rilevamento ha un'estensione altitudinale di poco più di 300 metri.
Nell'aggiornamento del 2000, 686 sono gli elementi tassonomici a livello di specie e aggregati. Vicino al Ponte del Farügin si trovano la Saxifraga rotundifolia ed una colonia di capelvenere (Adiantum capillus-veneris), presente in Ticino e in pochissime altre zone della Svizzera, come Neûchatel e Ginevra.
In varie aree del parco invece, sono presenti la Lingua di cervo o Scolopendria comune (Phyllitis scolopendrium), la Typha latifolia, la Nymphaea alba, ed altre. Sono state ritrovate anche cinque specie di orchidee, tra cui tre minacciate: Cephalanthera longifolia, Listera ovata, Cephalanthera rubra, Neottia nidus-avis e Anacamptis pyramidalis.
Interessante è anche il ritrovamento del Cucubalus bacciferus (erba cucco), che ha bisogno di determinate condizioni climatiche e di un certo equilibrio termico.

### Specie arboree
Le specie arboree dominanti sono il frassino (Fraxinus excelsior) e il carpinello (Ostrya carpinifolia); quest'ultimo infatti ha un'estensione forestale del 23% della superficie boscata. Troviamo poi la robinia (Robinia pseudoacacia), e a seguire le specie codominanti, come il pioppo nero (Populus nigra), l'acero, il castagno (Castanea sativa), con superficie forestale dell'8.5%, ed il bagolaro (Celtis australis).
Le tipologie di bosco presenti nel parco sono:
- bosco pioniere di latifoglie
- bosco golenale e planiziale
- bosco misto di latifoglie
- castagneto
- ostrieto
- piantagione

### Altre specie
Nel parco sono presenti anche 66 diversi esemplari di licheni. Le specie più frequenti sono Caloplaca spp., Verrucaria spp.,  Collema spp., Physcia spp. e Lepraria spp..
La varietà micologica rilevata nel parco è considerevole: si conta qualche centinaio di specie.
Tra queste ci sono alcune specie che non sono presenti nel resto del Canton Ticino.
I funghi più comuni che si possono trovare nel parco sono le spugnole (Morchella esculenta).

## Fauna

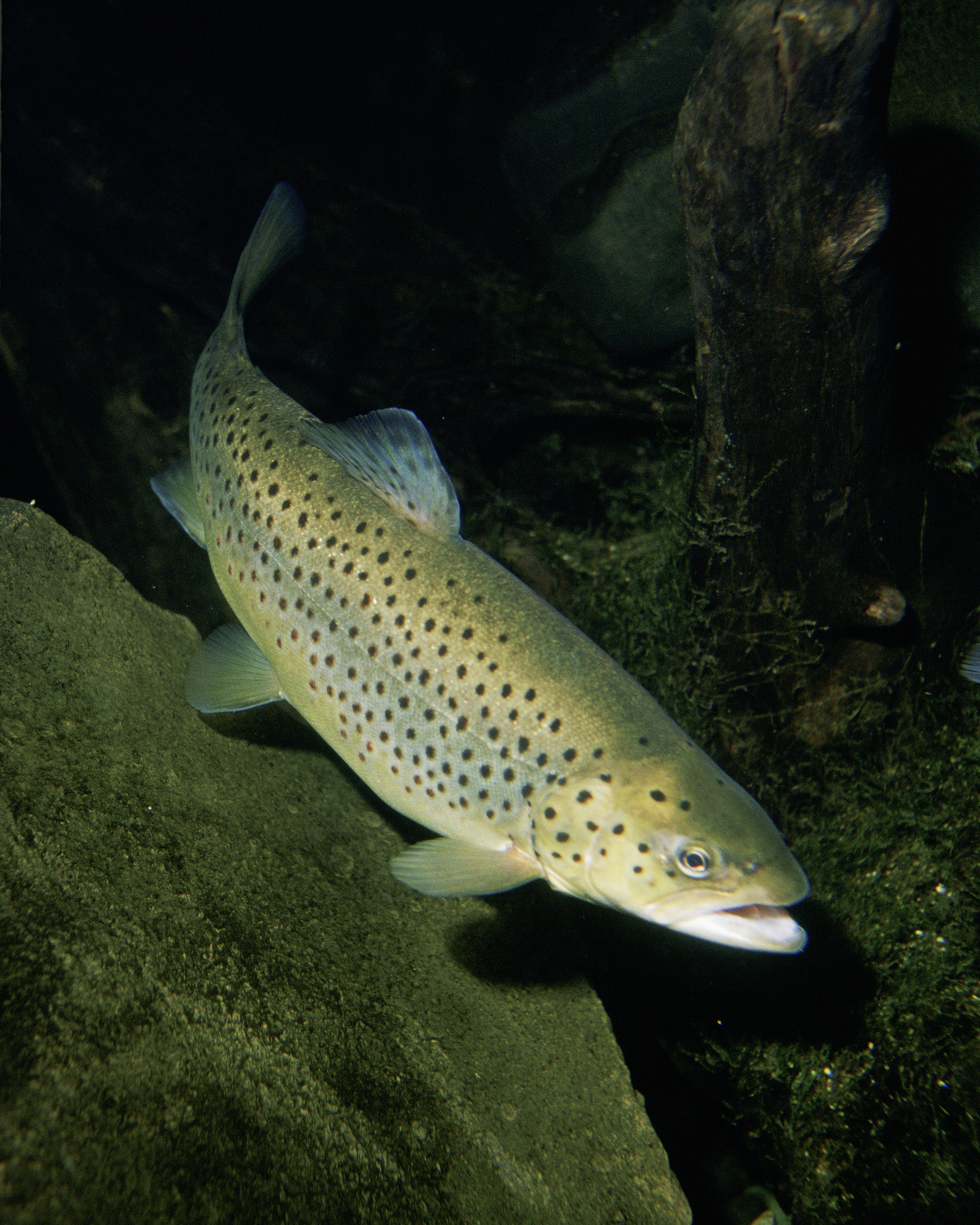
Salmo trutta

Nel 2007 le specie di mammiferi registrate nel parco sono pari a 28.
Per quanto riguarda i rettili, il numero rilevato è di 6 specie.
Le specie di anfibi conosciute nel parco sono 5.
Gli uccelli si insediano nel parco per covare, e le specie conosciute sono europee, europeo-turchestane, oloartiche, paleoxeromontane, paleomontane e mediterranee.
La maggioranza di specie ittiche rilevata nel parco è quella della trota fario (Salmo trutta fario). Risultano anche due specie di ciprinidi: il vairone (Leuciscus souffia muticellus) e la sanguinerola (Phoxinus phoxinus).

## Itinerari e attività

### Itinerario storico
Il percorso storico parte dal Mulino del Ghitello, fino ad arrivare il Mulin da Canaa.
I punti di interesse di questo itinerario sono: il Mulino del Ghitello, la vecchia cementeria, il Ponte di ferro, il complesso del Pastificio (Birreria), la Saceba, il Punt da Canaa ed il relativo mulino. Risalendo la Val dala Magna si raggiunge il colle di San Pietro, dove si trovano la Chiesa Rossa ed i resti di un castello medievale.

### Itinerario geologico
Il tracciato geologico ha inizio al Mulin da Canaa e termina al Ghitello.
Durante il percorso si incontrano stratificazioni diverse di varie rocce; i calcari selciferi presenti nel letto del fiume al Mulin da Canaa hanno una storia di 190 milioni di anni. Si raggiunge il Buzun dal Diavul, utilizzando il Punt dal Farügin, fino alla grande cava di biancone.

## Accessi
Il parco ha diversi punti d'accesso:
- da Balerna, Via Silva
- da Balerna, strada Regina
- da Castel San Pietro, Risciadun
- da Castel San Pietro, Chiesa Rossa
- da Castel San Pietro, tramite sentieri della Valle di Muggio
- da Morbio Superiore, Chiesa Sant'Anna
- da Morbio Inferiore
- da Balerna, Centro Breggia

Il più famoso ed utilizzato è l'ultimo, data la presenza di un centro commerciale nelle vicinanze.

## Punti di interesse

### Mulino del Ghitello
Il mulino del Ghitello è stato costruito intorno alla fine del sedicesimo secolo, con le funzioni di macina e frantoio. Una trave di sostegno di una macina riporta la data 1606, ma si può ipotizzare che esistesse già in precedenza, data la presenza del ponte del Ghitello, già costruito nel 1560.
Nel suo periodo di attività, e cioè fino al 1950 per il mulino e 1960 per il frantoio, il mulino serviva i villaggi di Balerna, Castel San Pietro, Morbio Inferiore, Novazzano, Vacallo, Salorino e Cragno.

### Chiesa Rossa
La Chiesa Rossa, monumento nazionale, è stata fatta costruire dal vescovo di Como Bonifacio da Modena tra il 1343 e il 1345. Essa è situata nel paese di Castel San Pietro.

### La Saceba e il Percorso del Cemento
La Saceba, un cementificio edificato nei primi anni Sessanta in Ticino, è stato fondamentale per la costruzione di immobili pubblici e privati, ponti e dighe, sia a livello cantonale che nazionale.
Il progetto di costruzione nacque nel 1959, dall'idea del commercialista ticinese Paride Melera e dall'ingegnere svizzero tedesco Hans Rudolf Suter. L'idea era quella di utilizzare le risorse minerarie presenti nelle Gole per la produzione di cemento, soprattutto perché nel 1960 si scoprì una riserva di maiolica.
Alla fine del 1961 iniziò la costruzione, e le attrezzature destinate alla produzione entrarono ben presto in funzione (inizio 1963). La stima di produzione di cemento per i primi anni era di 120'000 tonnellate, con un raddoppio negli anni successivi. La produzione massima comunque, non superò le 200'000 tonnellate.
Il paesaggio della zona delle Gole della Breggia prima dell'arrivo della fabbrica era caratterizzato da aziende agricole, dotate di mulini alimentati dal canale di derivazione che partiva dal fiume Breggia. In seguito alla costruzione della stessa, l'aspetto cambiò drasticamente: con un'estensione di circa quattro ettari, la Saceba divenne l'edificio principale della zona delle Gole della Breggia, mutandone radicalmente la morfologia.
Negli anni Sessanta e Settanta, il cementificio fu potenziato: il totale dei dipendenti superava le cento unità.
In Ticino, il consumo di cemento pro capite era di circa 1000 kg, con una media nazionale di circa 700 kg, che già si attestava come la più alta d'Europa.
Nel corso degli anni Settanta sono cessate le estrazioni a cielo aperto, lasciando posto agli scavi con terrazzamenti.
Nel 1981 l'unico settore della fabbrica attivo era solamente il centro di macinazione.
La Holcim S.A., nuova proprietaria della fabbrica, nel 2003 termina l'attività della Saceba, quando conta ancora circa quindici dipendenti.

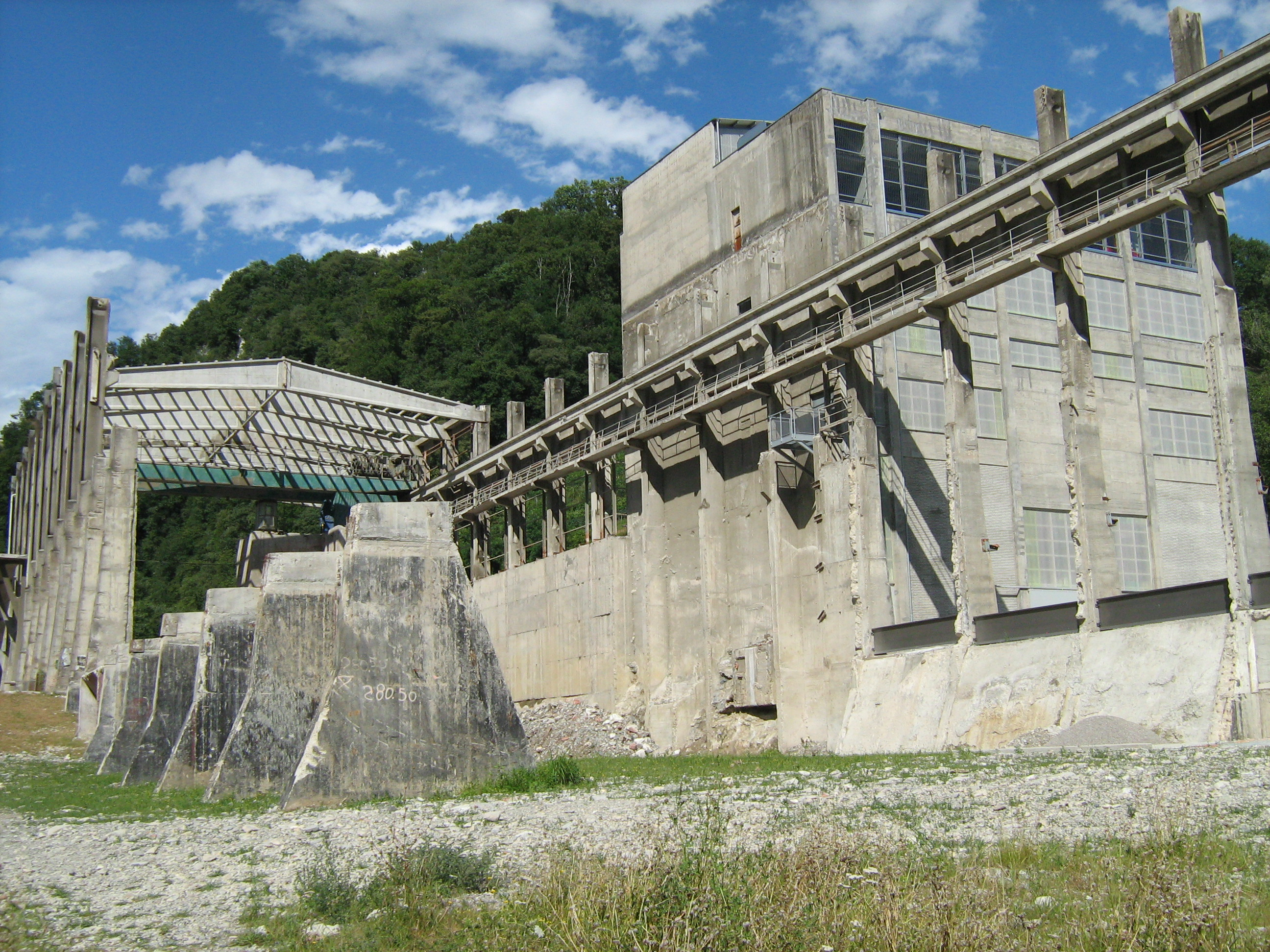
Ex cementificio Saceba, dopo la riqualifica territoriale

La realizzazione del progetto di riqualifica della zona ha avuto una durata di sette anni ed è terminata nel 2012. L'investimento totale è stato di circa 10 milioni di franchi, di cui l'88% a carico della Holcim Svizzera S.A. (committente del progetto di riqualifica), la quale conta, solo in Svizzera, 1300 dipendenti.
Il progetto di riqualifica della zona della Saceba, si può distinguere in quattro punti fondamentali:
- Demolizione del 90% circa degli edifici (passando da 150'000 m³ a 15'000 m³), rimossi meccanicamente, per facilitare il riciclaggio dei materiali
- Creazione del percorso didattico Il percorso del Cemento
- Rievocazione della storia contadina ed agricola degli anni Cinquanta
- Ri-organizzazione degli accessi da parte di veicoli e pedoni

La messa in opera del progetto ha visto come protagonisti Marco Borradori, presidente del Consiglio di Stato del Canton Ticino, Peter Flückiger, presidente della Fondazione Parco delle Gole della Breggia e Kaspar E.A. Wenger, Presidente del comitato direttivo di Holcim Svizzera S.A..
Il percorso è stato inaugurato ufficialmente il 4 maggio 2012, ed è stato aperto al pubblico il giorno seguente.
Il tracciato ha soprattutto uno scopo didattico: mostrare in che modo è stato rivalorizzato il territorio e spiegare come avvengono certi processi di rielaborazione del biancone, per poter poi produrre il cemento.
I visitatori possono osservare i chilometri di gallerie sotterranee e la vecchia torre dei forni, dove è presente l'ultimo forno verticale in Europa.
Grazie ad un intervento di tipo minimalista, è stato possibile salvare una zona industriale autentica, con una particolare attenzione volta verso la natura circostante. La cancellazione della fabbrica non sarebbe stata la soluzione, anzi; questa (in parte) eliminazione e ristrutturazione sono servite a mantenere un'opera storica, che racconta molto del paese e della propria gente.

### Il grotto del Mulino
Il Grotto del Mulino è edificato in una zona rurale, vicino al fiume Breggia. È nato probabilmente come cantina, grotto o rustico, ed è stato trasformato in abitazione vera e propria solo nel 1948.
Nel 1961 è stato allargato e rinnovato, contemporaneamente alla costruzione del cementificio Saceba.

### Il Buzun dal diavul
Il Buzun dal diavul è una stretta e profonda gola, sottostante al ponte del Farügin. Da lì si possono intravedere le cave di Biancone e le radiolariti rossastre.

### I ponti

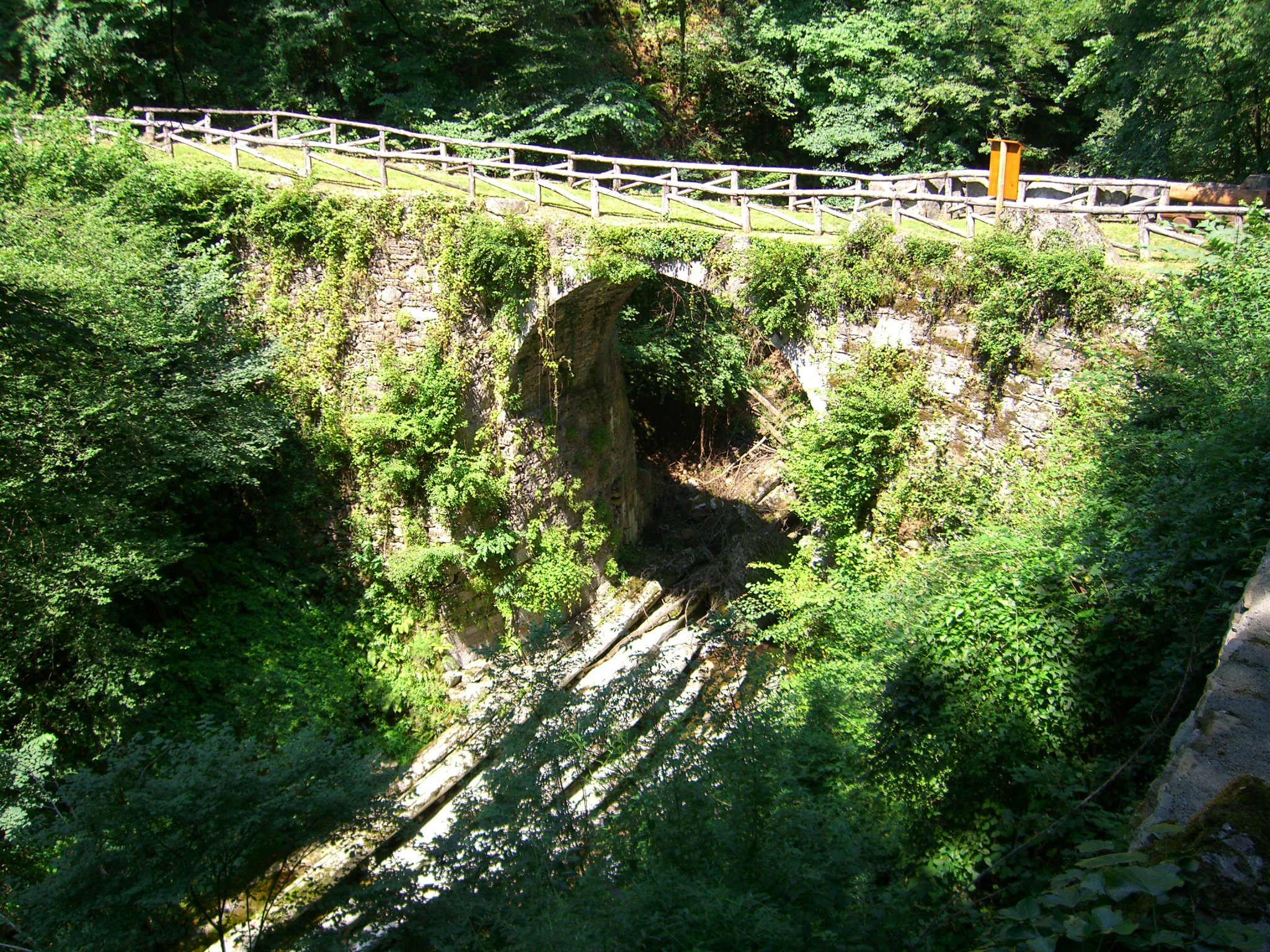
Il Ponte di Canaa

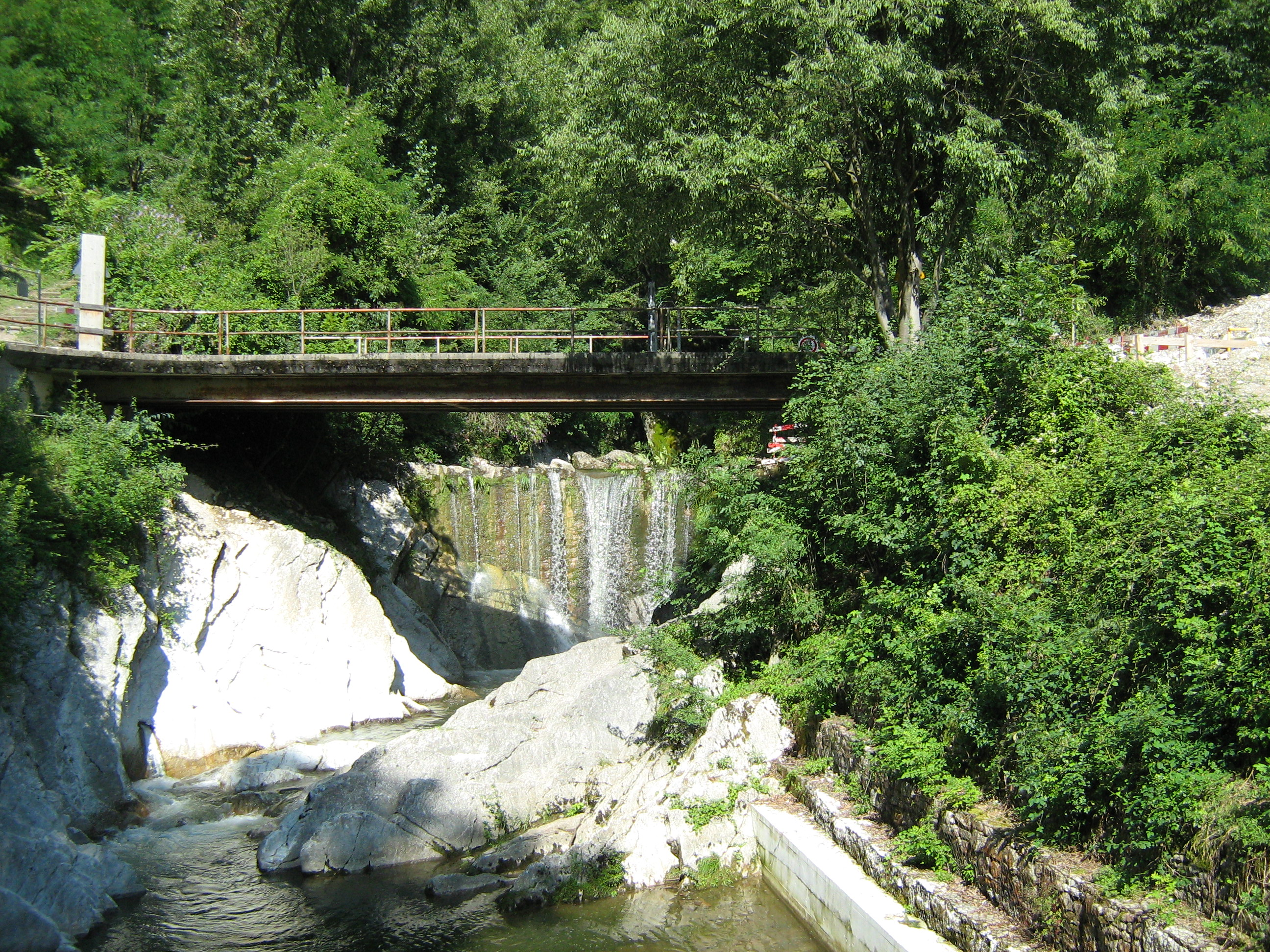
Il Ponte dala Ciüsa

- Il Ponte del Farügin

Il ponte, ricostruito totalmente nel 2000, è situato nella zona più stretta delle gole, sopra il Buzùn dal Diàvul, e si dice che il suo nome derivi dalla frase “fa ruggine”.
L'importanza del ponte del Farügin era fondamentale: era l'unica via d'accesso che nel sedicesimo secolo collegava Morbio Superiore e Castel San Pietro e viceversa. Il percorso è di importanza nazionale, e fa parte dell'Inventario federale delle vie di comunicazione storiche elvetiche.
- Il Ponte del Ghitello

Negli anni Sessanta, il ponte del Ghitello fu demolito al fine di costruirne uno nuovo, in cemento.
Il ponte è stato menzionato in un antico documento del 1482, ed era la via d'accesso che permetteva agli abitanti della sponda sinistra di percorrere la via Regina e raggiungere Coldrerio, Villa e Balerna.
- Il Ponte di Canaa

Il ponte di Canaa o ul punt da Canaa in dialetto locale, è il ponte ad arco che congiunge Castel San Pietro e Morbio Superiore. Visto che la strada che portava al ponte del Farügin era impervia e franosa, si dovette aggiungere un altro passaggio; il ponte di Canaa, appunto.
- Il Ponte di ferro

Il ponte di ferro (in dialetto locale ul punt da fèrr o punt da Castel) fu costruito nel 1912.
Inizialmente fatto di ferro, nel 1997 venne demolito per essere rimpiazzato con un altro ponte fatto di cemento, a due corsie. I motivi di questa demolizione sono molteplici, ma tra quelli più rilevanti risaltano la scarsa sicurezza e le cattive condizioni di conservazione.
Prima di essere demolito, il ponte era lungo 111 metri, e si elevava a 79 metri a partire dal livello dell'acqua.
- Il Ponte dala bira

È il ponte che porta alla vecchia birreria, ricostruito in ferro.
- Il Ponte dala Ciüsa

Il Punt dala Ciüsa è il ponte che collega l'ex cementificio, guidando verso il Ponte del Farügin.
- Il Ponte in Val dala Magna
- Il Ponte in Val di Bicc

## Associazioni

### Gli Amici del Parco della Breggia
L'associazione “Gli amici del parco della Breggia” nasce nell'ottobre del 1986, e ha attualmente oltre 600 soci. I punti focali del loro lavoro sono il sostegno e la valorizzazione del parco. Hanno contribuito allo sviluppo di diverse attività, tra cui:
- la ricostruzione del tetto del Frantoio del Mulino del Ghitello nel 2002
- il ripristino della funzionalità di una macina del Mulino del Ghitello nel 2006

Per il restauro della macina, l'associazione ha versato 50'000 franchi, insufficienti però per tutte e tre le ruote. Tuttavia, questi soldi hanno permesso la rimessa in funzione di almeno una di queste.

## Curiosità
- La selce ritrovata in alcuni livelli del Biancone (Maiolica), veniva ricavata in tempi preistorici per fabbricare utensili.
- Negli anni '70 e '80 sono state costruite varie gallerie, lunghe centinaia di metri, che si estendono sotto il territorio di Castel S. Pietro. Esse servivano per l'estrazione del Biancone, un materiale calcareo, che veniva utilizzato nel cementificio Saceba. Ora, dopo la riqualifica territoriale, queste gallerie sono in parte visitabili.
- Le condizioni ambientali registrate nelle gallerie risultano stabili (13.6 °C). Attualmente, le entrate sono chiuse ed inaccessibili.
- All'interno di una galleria è stata ritrovata una colonia estiva di pipistrelli.
- Nel parco è stata anche ritrovata la “pila”, un pestello che, azionato manualmente oppure idraulicamente, veniva utilizzato per pilare (liberare) i chicchi d'orzo dalle brattee esterne.